# Llivia
Llivia (en catalán y oficialmente Llívia) es una localidad y municipio español perteneciente a la provincia de Gerona, en la comunidad autónoma de Cataluña, rodeada totalmente de territorio francés. Localizado en la parte nororiental de la comarca de la Baja Cerdaña, Llivia se encuentra a 153 kilómetros de la capital provincial, rodeado por el departamento de Pirineos Orientales como resultado del Tratado de los Pirineos de 1659, y del Tratado de Llivia (12 de noviembre de 1660); exactamente limita con las comunas francesas de: Targazona, Estavar, Sallagoza, Santa Leocadia, Bourg-Madame, Ur y Angostrina-Villanueva de las Escaldas. Por tanto, constituye un enclave de España en Francia.
El municipio lliviense comprende los núcleos de población de: Llivia, Cereja y Gorguja. En el núcleo histórico de Llivia estaba la farmacia Esteve, y sus restos, albarelos y cajas de simples se exhiben en un museo.

## Historia
Merced al Tratado de los Pirineos de 1659, España cedió a Francia los treinta y tres pueblos de las comarcas catalanas del Vallespir, el Capcir, el Conflent, el Rosellón y la Alta Cerdaña que hoy forman, junto con la Fenolleda, el departamento francés de los Pirineos Orientales. Estas comarcas habían pertenecido al Imperio Carolingio (Reino Franco) y posteriormente cedidas a la Corona de Aragón. Las fronteras actuales de Llivia se deben a la delineación fronteriza entre Francia y España; hay que resaltar que la frontera de Llivia se concretó en el tratado de 12 de noviembre de 1660, poniéndose la condición de que no hubiera fortificaciones.
Llivia quedó fuera de este tratado por tratarse de una villa, privilegio concedido por el Emperador Carlos I, por lo que continuó bajo dominio del Rey de España. A pesar de esto, su relación con Francia no ha estado exenta de dificultades.
Durante el XIX hubo una importante actividad textil, con diversas fábricas, así como dos molinos harineros y otras industrias. Durante la guerra civil, se mantuvo del bando de la república hasta que el 11 de febrero de 1939 las autoridades del bando sublevado pidieron a las autoridades francesas permiso para ocupar la villa debido a que para acceder a ella había que pisar suelo galo. Al entrar no encontraron resistencia. El 4 de abril de 1968 se suprimió por las autoridades españolas la obligación de usar un pase concreto o pasaporte para acceder, tras lo cual la población que no llegaba a los 800 habitantes, empezó a incrementarse.
Su población en 2011 era de 1665 habitantes, repartidos en un territorio de 12,83 km². Llivia pertenece al partido judicial de Puigcerdá. Las lenguas habladas en la localidad son el español, el catalán y el francés.

## Geografía
La villa de Llivia se encuentra en el extremo nororiental de la península ibérica, en los Pirineos, concretamente en el valle de la Cerdaña. Está situada a 1223 m s. n. m., al pie del Turó del Castell, extendiéndose por el llano de Fontanelles.
Está limitada por los términos de Bourg-Madame –zona de Càldegues– y de Sainte-Léocadie –sierra de Concellabre–, al sur; de Ur y de Angoustrine-Villeneuve-des-Escaldes, a poniente; de Targasonne, por tramontana; y de Estavar y de Saillagouse, a levante.
El río Segre cruza el término municipal, entrando por Estavar. A su paso por Llivia, recibe las contribuciones fluviales de los ríos Er, Targazona y Éguet.
Hacia el noreste y detrás de la cresta del Puig del Castell, puede accederse a los tranquilos parajes de la font del Sofre, más cercana y situada a la pequeña valle de Estaüja, y de la font del Ferro, en la confluencia del torrente del Tudó con la riera de les Valls o de Targasona.
En su territorio destacan el pico de Llivia (1.357,5 m) –también llamado Turó del Castell–, el Serrat de Baladret (1.428 m) y el Pla del Tudó (1.403 m), además de la Roca Canal y el Serrat de Palmanill, formando una pequeña sierra prolongada en dirección al caos de Targasonne y de Angoustrine, y sobresaliendo de la fértil llanura que rodea la villa.

## Demografía
Llivia cuenta con una población de 1560 habitantes (INE 2024).
| Gráfica de evolución demográfica de Llivia entre 1842 y 2021                                                        |
| |
| Población de derecho según los censos de población del INE Población de hecho según los censos de población del INE |

### Población por núcleos
Desglose de población según el Padrón Continuo por Unidad Poblacional del INE.
| Núcleos | Habitantes (2019) | Varones | Mujeres |
| ------- | ----------------- | ------- | ------- |
| Llivia  | 1362              | 717     | 645     |
| Cereja  | 35                | 20      | 15      |
| Gorguja | 20                | 11      | 9       |

## Economía

### Evolución de la deuda viva
El concepto de deuda viva contempla solo las deudas con cajas y bancos relativas a créditos financieros, valores de renta fija y préstamos o créditos transferidos a terceros, excluyéndose, por tanto, la deuda comercial.
| Gráfica de evolución de la deuda viva del ayuntamiento entre 2008 y 2014                             |
| |
| Deuda viva del ayuntamiento en miles de Euros según datos del Ministerio de Hacienda y Ad. Públicas. |

La deuda viva municipal por habitante en 2014 ascendía a 371,74 €.
Actualmente, además de la agricultura, la población vive del comercio –ramos de la alimentación y del vestido, sobre todo– y de servicios en general, así como de la hostelería.

### Agricultura y ganadería
La superficie cultivada representa alrededor del 60 % del término municipal, y resulta ser la de mayor volumen de la Baja Cerdaña. Además, casi una tercera parte es de regadío. Predomina el cultivo de patatas por encima del de cereales (casi exclusivamente trigo), los prados y los forrajes. Por el contrario, la superficie destinada a huerta y frutales –perales– es muy reducida. Tiene por mercado agrícola principal y área comercial Puigcerdá.

### Hostelería y gastronomía
Llivia es una población con gran abundancia de restaurantes, tanto de calidad como asequibles. En cuanto al alojamiento, existen varios hoteles, apartahoteles, hostales y fondas, además de un albergue, ofreciendo un total de 133 plazas de hotel y 29 de alojamiento rural.

## Administración y política
Los resultados en Llivia de las últimas elecciones municipales, celebradas en mayo de 2023, son:
| Elecciones Municipales - Llivia (2023) | Elecciones Municipales - Llivia (2023)           | Elecciones Municipales - Llivia (2023) | Elecciones Municipales - Llivia (2023) | Elecciones Municipales - Llivia (2023) |
| Partido político                       | Partido político                                 | Votos                                  | Votos                                  | Concejales                             |
| -------------------------------------- | ------------------------------------------------ | -------------------------------------- | -------------------------------------- | -------------------------------------- |
|                                        | Agrupación de Electores Hacemos Llivia (FLL)     | 431                                    | 58,24 %                                | 6                                      |
|                                        | Por Llivia (PerLL)                               | 191                                    | 25,81 %                                | 2                                      |
|                                        | Juntos Llivia Futuro - Compromiso Municipal (CM) | 87                                     | 11,75 %                                | 1                                      |
|                                        | Partido Popular (PP)                             | 26                                     | 3,51 %                                 | 0                                      |

## Actividades principales

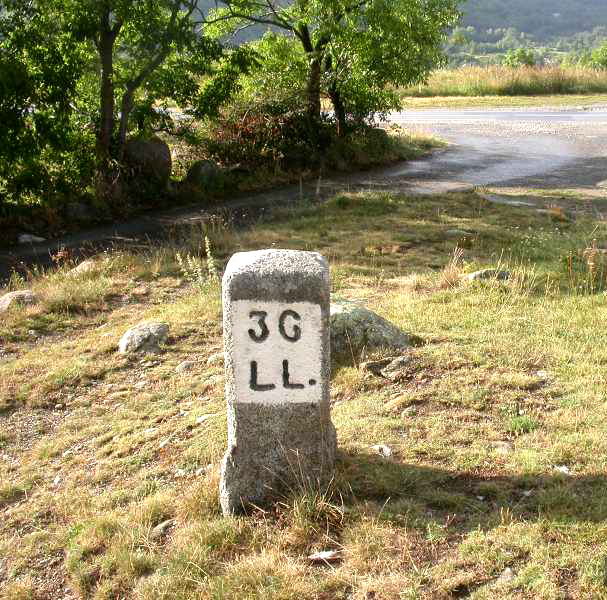
Mojón que indica la frontera entre España y Francia, por los municipios de Llivia (Gerona) y Angoustrine-Villeneuve-des-Escaldes (Pirineos Orientales).

- Festcat. Escuela de la fiesta. Se celebraba la segunda semana completa del mes de julio, con cursos, talleres, espectáculos y actividades abiertas a toda la población de la comarca, en las que participan destacados artistas y tertulianos. Se realizó desde 1996 hasta 2012, año en que se celebró la última edición debido a la baja participación.

## Educación
El centro educativo Escuela Jaime I se ubica en Llivia. Fue construido en la década de 1950. A partir de 2016 un nuevo centro educativo está en construcción, con una planta baja de 500 m cuadrados y un piso segundo de 250 m cuadrados.

## Deportes
Llivia dispone de un Pabellón Polideportivo Municipal, un campo de fútbol, una piscina municipal, una pista de monopatinaje y un centro de hípica.
Los deportes más practicados entre los llivienses son el baloncesto y el fútbol. En verano la piscina se llena de turistas.
Por Llivia pasa el Camino de Santiago que procedente de la Europa meridional que entraba por los collados de la Perxa y Pimorent en dirección a Jaca donde confluía con otros caminos.

## Hermanamiento
- Boé, Francia